# Сєл-роті
Сєл-роті (неп. सेल रोटी) — традиційний непальський домашній солодкий гостинець. Є чимось середнім між пампушками, пончиками і кренделями. Цей делікатес, який є символом непальської культури, в основному готується на весілля, на різні церемонії, фестивалі та свята Дашайна і Тихара.

## Інгредієнти та приготування
Готують сєл-роті з рисового борошна, до якого додають воду або молоко, масло, цукор, а за смаком — кардамон, гвоздику або банани. Після цього тісто добре перемішують. Як правило, із тіста ліплять кільця та смажать потім їх на киплячій олії доти, доки вони не стануть світло-коричневого кольору з обох боків.

## Галерея

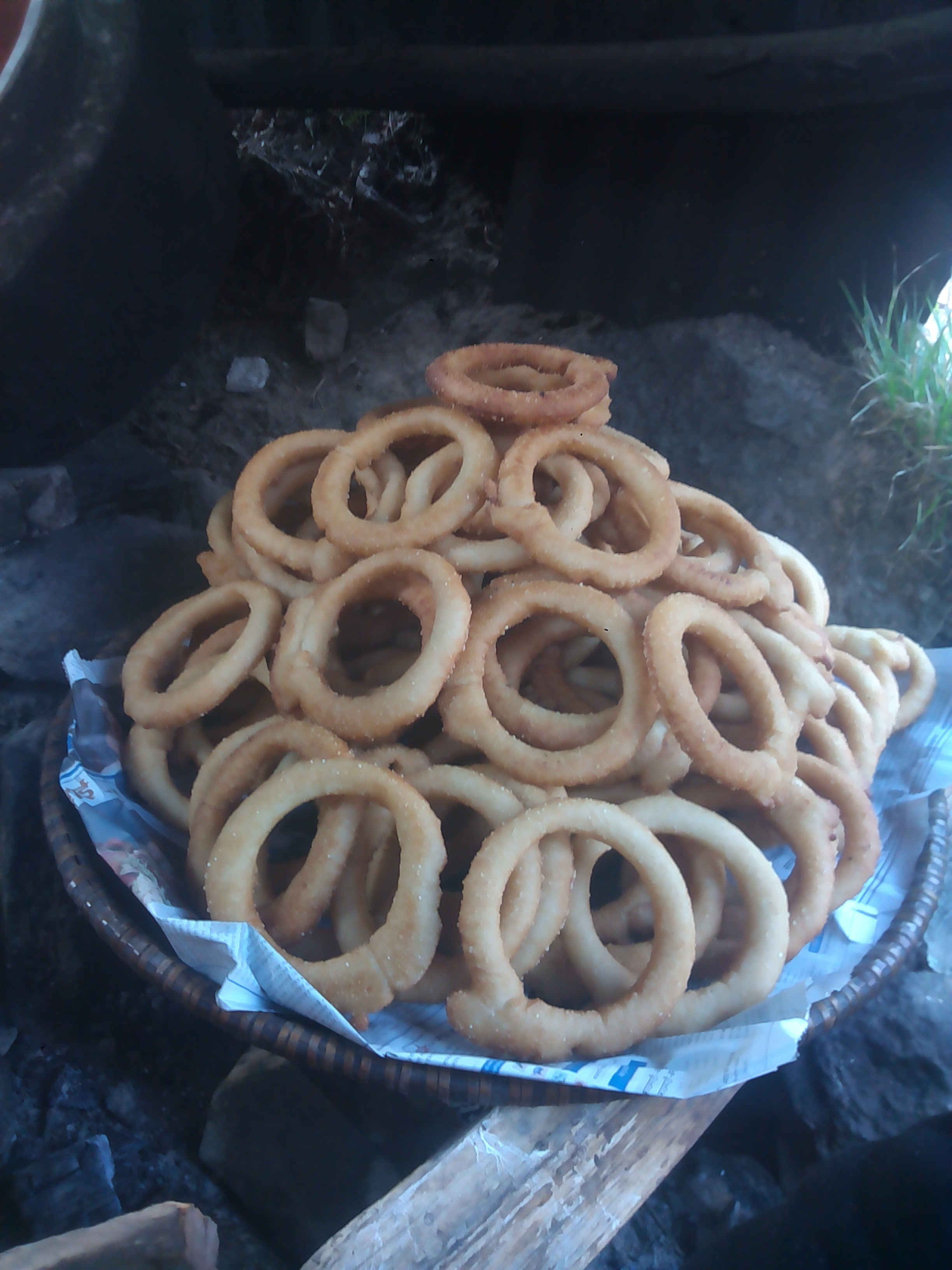
Готові сєл-роті
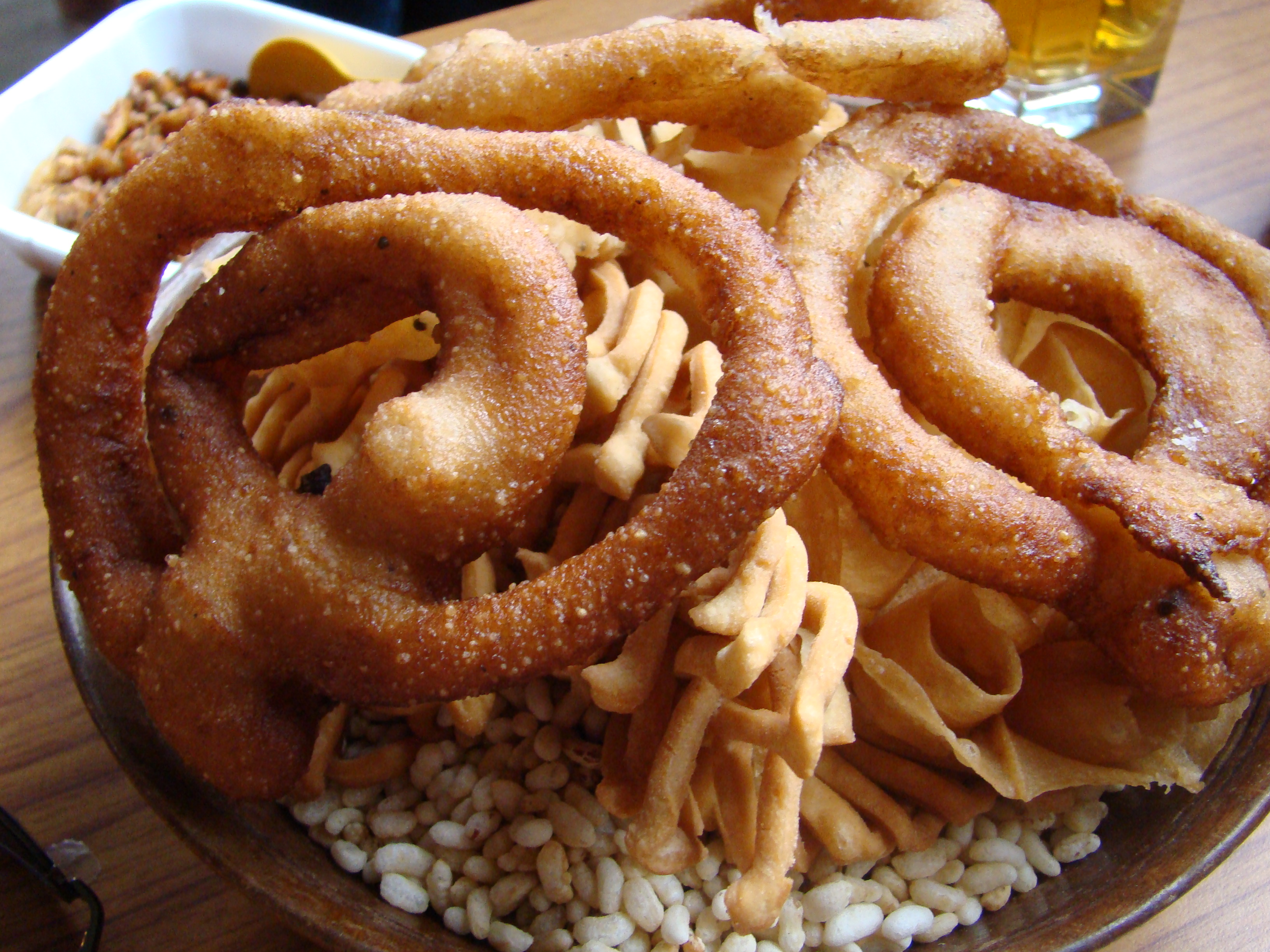
Непальський делікатес
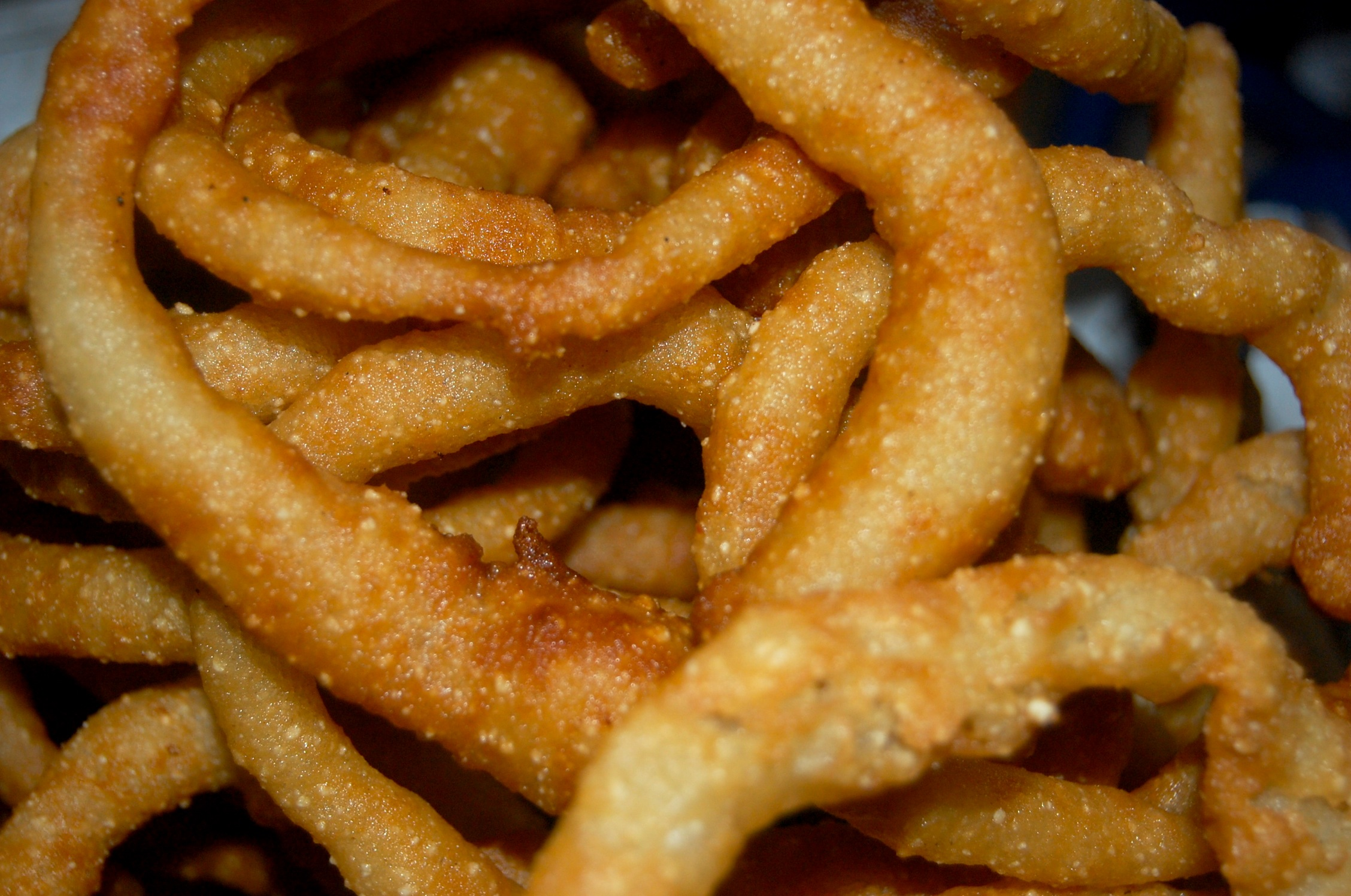
Непальські гостинці